# مایکل آگاتزی
مایکل آگاتزی (انگلیسی: Michael Agazzi؛ زادهٔ ۳ ژوئیهٔ ۱۹۸۴) یک دروازه‌بان فوتبال اهل ایتالیا است.
از باشگاه‌هایی که در آن بازی کرده‌است می‌توان به آتالانتا، آ.ث. میلان، و تریستیانا، باشگاه فوتبال ساسوئولو، کالیاری، کیه‌وو ورونا و باشگاه فوتبال میدلزبورو اشاره کرد.